# Yuzuki Yukari
Yuzuki Yukari (結月ゆかり) (結月ゆかり) là một nhân vật vocaloid sản xuất bởi Vocalomakets và phân phối bởi AH-Software Co. Ltd.

## Phát triển
Một cô gái Nhật Bản được phát triển cho Vocaloid 3 bởi AH Software vào 22 tháng 12 năm 2011. Giọng của cô được lấy từ Chihiro Ishiguro.
Khái niệm cho Yukari là "People who are related to the VOCALOID connect the sounds/moon to one another," (VOCALOIDに縁のある人達が音（月）を結ぶ). Tên tiếng Anh của cô là  "She unites you all with her voice."
Sau đó, cô đã có một phiên bản phần mềm "Neo" dành cho Mac.

### Phần mềm bổ sung
Cô là Vocaloid đầu tiên của AH Software được nhận một giọng hát Voiceroid phát hành vào 22 tháng 12 năm 2011.  Phiên bản này sau đó đã được cập nhật bởi Voiceroid+ex.
Cô cũng đã được cập nhật lên Vocaloid 4. Bản cập nhật này gồm ba giọng—"thiên nhiên" (純 jun), "mềm mại" (穏 on) và "mạnh mẽ" (凛 rin)—có thể được mua riêng lẻ hoặc theo một gói hoàn chỉnh.  Phát hành vào 18 tháng 3 năm 2015.
Cả ba giọng hát đều xuất hiện trên Mobile Vocaloid Editor app, và được bán riêng.
Yuzuki Yukari sau đó cũng được phát triển  sản phẩm giọng của mình trên Vocaloid Keyboard.
Ngoài ra, ba giọng hát đã được thông báo rằng sẽ được phát hành cho phiên bản "Unity with Vocaloid".
Trong một cuộc phỏng vấn, Tomohide Ogata bày tỏ mong muốn sản xuất phiên bản tiếng Anh cho giọng hát của họ, nhưng dự án đó quá phức tạp. Ông giải thích rằng, do tất cả những nhà cung cấp giọng đều là người Nhật, họ muốn tìm một giọng nói tiếng Anh tương tự với phiên bản tiếng Nhật từ Hoa Kỳ và Vương quốc Anh.

## Nhân vật
Tuổi, cân nặng và chiều cao của cô được cung cấp trong "ボカロPlus vol.4". Theo một thành viên của Vocalomakets, Kagome-P, cup size của cô là A hoặc B. Hình ảnh của cô được lấy cảm hứng từ thỏ mặt trăng. Người cung cấp giọng cho cô là Chihiro Ishiguro - diễn viên lồng tiếng Nhật Bản.
| Name                  | Yuzuki Yukari                                         |
| Age                   | 18                                                    |
| Height                | 163 cm/5 ft 4 in                                      |
| Weight                | Private                                               |
| Suggested Tempo Range | 60 ~ 120BPM (V3, V4 Jun + Onn), 80 ~ 200 BPM (V4 Lin) |
| Suggested Vocal Range | D2 ~ F4 (V3, V4 Jun + Onn), G2 ~ A4 (V4 Lin)          |